# Patricio Barton

Barton con La venganza será terrible

Patricio Barton (13 de marzo de 1969) es un conductor, periodista y productor de medios argentino. 
Conduce Qué Importa, su programa de la tarde en Radio Splendid. Desde 2008 acompaña a Alejandro Dolina en el clásico programa La venganza será terrible, con quien además realiza presentaciones teatrales por toda la Argentina, Uruguay y España. Condujo distintos programas de radio y transmisiones de streaming, como Algo más, el magazine de la tarde en El Destape Radio. Está a cargo de “El poema de la semana”, un segmento poético humorístico sobre la actualidad política en Radio Con Vos.
Barton produjo y condujo varios ciclos de programas de TV con un perfil cultural y educativo. Algunos de ellos fueron Grafonauta, Telenauta y Radionauta en Canal á, Haciendo Escuela en TV Pública y Azulunala en Canal Encuentro. Pero por su originalidad se destaca el ciclo Enseñas en la señal infantil Pakapaka, el primer programa de televisión para niños sordos y oyentes con la lengua de señas como protagonista.  
Pasó por muchas radios: Del Plata, Radio la Diez, Nacional, Radio de la Ciudad y Radio Con Vos, donde compartió con Marcelo Zlotogwiazda el programa El horno está para bollos. Durante la pandemia se lanzó al universo del podcast con el ciclo de reflexiones humorísticas Es por acá.
También incursionó en la gráfica como columnista del diario Crítica, de Jorge Lanata, y Perfil, de Jorge Fontevecchia.

## Biografía
Egresado en ciencias de la comunicación de la Universidad de Buenos Aires, se inició en la radio al aire de Señores pasajeros en FM La Tribu y como presentador de televisión en Haciendo Escuela por ATC.
Fue Jefe de Redacción en la revista especializada en medios gráficos El Boletín, de la Sociedad de Distribuidores de Diarios y Revistas (SDDRA). Condujo y produjo la saga de programas sobre medios: Grafonauta, Radionauta y Telenauta en Canal (á). Fue columnista de la sección de cultura del diario Crítica de la Argentina, de Jorge Lanata.
Escribe columnas sobre temas cotidianos en la sección de humor del Diario Perfil.
Condujo varios programas de radio. Entre los que se destacan Algo Más y Qué Importa.
Obtuvo reconocimiento al sumarse en 2008 a La venganza será terrible, programa radial conducido por Alejandro Dolina.
Acompañó al periodista Marcelo Zlotogwiazda en el programa El Horno está para bollos de Radio Con Vos y quedó al frente de dicho ciclo tras la muerte del conductor.
Fue docente en la desaparecida escuela de comunicación RadioTEA. Además, fue productor general de EnSeñas para aprender, el primer ciclo de curso de lengua de señas para niños oyentes, emitido por Canal Encuentro y Pakapaka.

## Trayectoria

### Radio, Podcast y Streaming
- ¿Con qué se come?, Radio Del Plata.
- La venganza será terrible, Radio Del Plata.[6]
- Medionauta, Radio de la Ciudad.[7]
- La venganza será terrible, Radio 10
- La venganza será terrible, Radio Nacional.[8]
- La venganza será terrible, AM 750.[9]
- El horno está para bollos, Radio con Vos.[10]
- ¡Qué importa!, Radio con Vos
- Es por Acá, Podcast.
- Islandia, Podcast.
- Inesperado, Podcast.
- Un verano a la sombra, Podcast.
- Algo, El Destape Radio
- Algo Más, El Destape Radio
- El Poema de la Semana, Radio Con Vos y Diario Con Vos.
- Qué Importa, Radio Splendid

### Televisión
- Haciendo Escuela, TV Pública.
- Grafonauta, Canal (á).[11]
- Radionauta Canal (á)
- Telenauta Canal (á)
- Azulunala, Canal Encuentro[12]
- Recordando el show de Alejandro Molina, Televisión Pública[13]
- Enseñas, Pakapaka

### Prensa gráfica
- Crítica de la Argentina
- Diario Perfil
- Diario Con Vos (portal web de noticias)